# Plaza Miserere (stacja metra)
Plaza de Miserere – stacja metra w Buenos Aires, na linii A. Znajduje się pomiędzy stacjami Alberti a Loria. Stacja została otwarta 1 grudnia 1913.